# Autoridad Ejecutiva Provisoria (1811)
La Autoridad Ejecutiva Provisoria fue un cuerpo colegiado designado por el primer congreso nacional que ejerció el poder ejecutivo en Chile entre el 11 de agosto y el 4 de septiembre de 1811. 
Su creación fue producto del deseo de poner en práctica la teoría de la división de poderes por parte del Congreso Nacional, que tenía en su poder los poderes ejecutivo y legislativo. Su instauración causó una gran controversia, puesto que la minoría patriota del congreso veía con malos ojos la formación de un organismo que reafirmaría la supremacía de sus opositores, los moderados, en el poder. 
Por ello los patriotas, liderados por Juan Martínez de Rozas, intentaron por todos los medios evitar la elección de este cuerpo, incluyendo un intento de golpe de Estado el 27 de julio, que resultó en un fracaso porque Juan José Carrera no se presentó como se había acordado y porque el congreso retrasó la discusión de la creación de la autoridad ejecutiva. El día 29 se retomó la discusión, que resolvió que la Autoridad Ejecutiva sería compuesta por tres miembros, con una presidencia rotatoria y con un pago de 2000 pesos a cada miembro.
Manuel de Salas, patriota, presentó una propuesta en que se pedía una división territorial de los 3 puestos de la futura junta ejecutiva, correspondiendo dos a Santiago y uno a Concepción, pidiendo que fueran los diputados de cada una de las provincias los que eligieran a sus representantes. Ello era para elegir al doctor Rozas en la provincia de Concepción, donde los exaltados tenían mayoría.
Ante el inminente rechazo de esta propuesta, el 9 de agosto, los patriotas abandonaron el congreso nacional, acusándolos de nulidad en la representación del país. Libres de la oposición, la mayoría del congreso nombró los nombres de la junta, siendo electos Martín Calvo Encalada, Juan José Aldunate y Francisco Javier del Solar, nombrándose suplente de este último a Miguel Benavente.
El 14 de agosto se redactó él reglamentó de la autoridad ejecutiva, donde se anuncia el deseo de practicar la separación de poderes y fijar los límites de cada uno. El reglamento está compuesto por 13 artículos, en que se terminan confundiendo los poderes legislativo y ejecutivo, entregando una preponderancia absoluta al congreso nacional. Por ello, la junta funcionó más como cuerpo dependiente del congreso que de forma autónoma, no registrándose prácticamente ninguna reforma de importancia durante su existencia.
El 4 de septiembre, con el Primer Golpe de Estado de José Miguel Carrera, la Autoridad ejecutiva se disolvió, siendo reemplazado por una nueva junta de gobierno.

## Miembros
| Cargo                                  | Nombre                                                                      |
| -------------------------------------- | --------------------------------------------------------------------------- |
| Miembros                               | Coronel Martín Calvo Encalada Juan José Aldunate Francisco Javier del Solar |
| Suplente de Francisco Javier del Solar | Juan Miguel Benavente                                                       |
| Asesor letrado                         | José Antonio Astorga                                                        |
| Secretario                             | Coronel Manuel Joaquín de Valdivieso                                        |
| Secretario de Gobierno                 | Judas Tadeo de los Reyes                                                    |

| Predecesor: Primer Congreso Nacional | Autoridad Ejecutiva Provisoria 11 de agosto - 4 de septiembre de 1811 | Sucesor: Tribunal Ejecutivo |

- Datos: Q11680072